# Blækhus
Et blækhus er en beholder til opbevaring af blæk. I tidligere tid var et blækhus almindeligt på et skrivebord.
Blækhuse kendes allerede fra antikken. I middelalderen var blækhuse i form af et horn, et blækhorn en almindelig del af en skrivers udrustning. Disse blækhorn kunne enten holdes i hånden eller fastgøres til skrivepulten.
Blækhuse kan være meget enkle, evt. kan man bruge flasken, som man har købt blækket i. De kan også være store eller kostbart udsmykkede. Imposante blækhuse, evt. bygget sammen med indretninger til at opbevare penne, tronede på betydningsfulde personers skriveborde.

## Historisk

### Begyndelsen
Blækket blev opfundet før blækhuset. Det første blæk var en form for tusch med sod/kønrøg som pigment og en form for plantelim som gummi arabicum som bindemiddel. Dette tidlige blæk var i brug i både Kina og Ægypten omkring år 2600 f.kr. og blev brugt på papyrus for ægypternes vedkommende og på bambusstave i Kina. Jerngallusblæk kom i brug fra omkring år 300 f.kr.. Det fremstilles af et afkog af galæbler og jernsulfat. Det har en tendens til at ætse sig igennem skrivematerialet.
Blækhusets oprindelse fortaber sig i mørket. De første enkle og uudsmykkede blækhuse som f.eks. blækhorn af oksehorn havde opgaven at opbevare blækket og holde det flydende længst muligt. Fra den romerske antik kendes udsmykkede eksemplarer af bronze. I den sene middelalder begyndte succesrige handelsfolk og håndværkere at gøre blækhuset til et statussymbol.

### Middelalderen og renæssancen
Fra blækhuset udviklede sig bord-skrivesættet, der kunne være lavet af udskåret og på anden vis udsmykket træ eller af metal og havde beholdere til blæk og penne. Som med mange andre brugsgenstande var blækhuse underlagt modens og kulturens forandringer. Enkle blækhuse af sølv fandtes fra slutningen af det 15. århundrede, pragtfuldt ornamenterede sølvblækhuse kom frem i løbet af det 16. århundrede.

### Nyere tid
Kunsthåndværkere som sølvsmede, keramikere, metalarbejdere og møbelsnedkere skabte i begyndelsen af det 18. århundrede et boom i produktionen af blækhuse. Sølvsmedene, der hidtil først og fremmest havde været kendt for deres bakker og anden sølvservice, -bestik og lysestager, kombinerede deres værker med blækhuse, der var udvendigt formgivede og ciselerede, skrivesæt og strødåser til sand (i stedet for blæksugere). I det nordvestlige USA opstod i slutningen af det 18. århundrede mere end 70 blækhusfabrikanter. Mere end hundrede industrier på verdensplan producerede til eksport.
Den amerikanske uafhængighedserklæring blev underskrevet med blæk fra et blækhus af sterlingsølv. Abraham Lincolns skrivebord havde derimod et blækhus skåret i træ.

### Blækhusenes store tid: Det 19. århundrede
Blækhusets gyldne tidsalder begyndte først med den viktorianske tid, altså i den anden halvdel af det 19. århundrede. Her dominerede blækhuse af sølv på sølvbakker fra Sheffield. Lord Nelson medbragte altid et sådant blækhus på sine togter. Også hofdamer og maitresser placerede skrivesæt af sølv på deres toiletborde.
Rejseblækhuse med læksikre lukker kunne medbringes i tasker og kufferter og var meget brugte af handelsrejsende. Alternativt kunne blækpulver medbringes og blandes op med vand efter behov.
Med udviklingen af en funktionel fyldepen fra 1884 begyndte blækhusene at vige fra markedet. Opfindelsen af kuglepennen i 1932 indledte blækhusets endelige nedgang. Dog var blækhuse af glas eller porcelæn langt op i det 20. århundrede at finde nedfældet i skolernes skrivepulte, da skolelever kun sjældent brugte de ret dyre fyldepenne. Til dem kan henføres den nu glemte morsomhed med at strø lidt heksemel i blækhuset, så pennen ikke kunne vædes med blæk.
De blækhuse, der anvendes i dag, er næsten altid blot de flasker af glas eller plast, som blækket sælges i. Enkelte fabrikanter af luksusvarer som f.eks. Montblanc fremstiller rigtige blækhuse. De benyttes normalt til opfyldning af fyldepennen.
Mange mennesker, der i dag stadig skriver med fyldepen, benytter blækpatroner i stedet for blækhus.

## Galleri
- Persisk blækhus, 
2. halvdel af det 16. århundrede
- Luksurøst skrivesæt af Ludwigsburger Porcelæn, ca. 1765
- Blækflaske ½ liter, 
1950'erne
- Blækflaske med det kendte Pelikan 4001 og fyldepen
- Skrivesæt med blækhus og aflægsmulighed for penneskafter af Nero Portoro
- Blækhus med figur af papegøje på låget
- Moderne, ikke særlig fornemt, blækhus

## Blækhuse i populærkulturen
- På trods af at megen kommunikation i dag sker elektronisk, finder vendingen ”at fare i blækhuset” stadig anvendelse, når en person, måske lidt eksalteret, begynder at skrive et læserbrev eller lignende.
- I Den store Bastian, skrevet af Heinrich Hoffmann, bliver nogle uartige drenge, der har gjort nar af en ”neger”, som straf dyppet i et blækhus.
- Martin Luther hævdes at have kastet et blækhus efter djævelen, da denne forstyrrede ham i hans skrivearbejde. Luther skal have udtalt, at han bekæmpede djævelen med blæk, hvilket jo blot betyder at kæmpe skriftligt.